# Харимкотан
Харимкотан (от айн. хар ум кота́н: хар ум — «лилия, сарана», котан — «деревня, усадьба, жилище; город, городок, местечко»), также Арамакутан — «седьмой остров»; на «чертеже» И. Козыревского 1726 г. Арау-макутан (на российской карте 1745 года — рус. дореф. Красногорскъ) — остров северной группы Большой гряды Курильских островов. Административно входит в Северо-Курильский городской округ Сахалинской области. С точки зрения геологии представляет собой вулкан Севергина (надводную часть). В настоящее время остров необитаем, хотя в прошлом определённую хозяйственную деятельность на нём осуществляли айны, которые здесь проживали до 1875 года.

## География
Вытянут с северо-запада на юго-восток на 13 км, ширина 8 км, площадь 79,36 км². Ландшафты острова довольно разнообразны: здесь выделяют до 79 ландшафтных контуров. Остров представляет собой надводную часть вулкана Севергина (1157 м). Значительная часть поверхности острова покрыта мелким жёлтым пеплом, напоминающим пустынные дюны. На северо-западном мысу Сунажма — остатки разрушенной айнской деревни. На севере острова на берегу бухты Севергина — нежилой населённый пункт Севергино.
Ручьи, небольшие пресные озёра. На северо-востоке имеются и солёные озера лагунного типа. Харимкотан отделён проливом Креницына (Шестым Курильским) от острова Онекотана, расположенного в 15 км северо-восточнее, проливом Севергина — от острова Шиашкотана, расположенного в 29 км юго-западнее. Подходы к острову с моря безопасны, но удобных якорных стоянок нет.
Остров, как и все Курилы, сейсмоопасен. С целью изучения постсейсмической релаксации напряжений в результате Симуширских землетрясений 2006 и 2007 гг. на острове Харимкотан, как и на о-вах Кетой и Матуа, установлена автономная GPS-станции непрерывной регистрации.
На юге у мыса Кудзиреиси исключительно велика скорость течений — до 6 узлов.

## История и археология
Айны, коренные жители Курил, заготавливали на Харимкотане клубни дикой лилии или сараны (лилия медеоловидная). Название острова происходит от словосочетания «хар ум котан», которое на языке айнов означает «саранный остров» или «остров лилий». Айны употребляли в качестве жертвенной пищи клубни сушёной сараны, проводя обряд «кормления духа воды» (для того чтобы ход лососёвых начался вовремя и был хорошим).

### В Российской Империи
К 1736 году местные айны приняли православие и вошли в российское подданство путём уплаты ясака камчатским сотникам.
По материалам съёмок Южного отряда Второй Камчатской экспедиции под руководством Мартына Шпанберга в 1738—1739 годах остров Харимкотан показан на «Генеральной карте Российской Империи» в Академическом атласе 1745 года под русским названием Красногорск, а также упоминается в документах экспедиции как Красная Горка (топоним, заимствованный с побережья Финского залива). Название в дальнейшем не сохранилось.
В 1760-х посланник камчатской администрации сотник Иван Чёрный заложил традицию порядкового исчисления островов и кучно расположенных субархипелагов Курильской гряды от Камчатки до Японии. Поэтому во времена гидрографических описаний конца 18 — начала 19 века остров также имел номерное обозначение в составе Курильской гряды — Шестой.
Остров описан под названием Ар Амакутан или Харамокатан у Г.И. Шелихова в его «Путешествии г. Шелехова с 1783 по 1790 год из Охотска по Восточному Океану к Американским берегам...»:

Ар Амакутан, т. е. Саранной или Харамокатан есть шестой остров, и от вышеписанного острова отстоит верст на шесть. По средине его находится Сопка, которая прежде горела; на Сопке к Северной стороне есть озеро безрыбное, в длину на 5, а в ширину на 2 версты; при озере два каменистые острова, на которых водятся чайки и гуси; на Восточной стороне Сопки два озерка, по Курильски Тонтоу и Руи называемые. На острову ростут коренье Сарана, Миту, Упечь, Куташь; трава сладкая, Шеламойник и Черемша; ягоды Шикша, Морошка, рябина; лес Сланец кедровой, Ольховник и Рябинник не большой. На острове две речки, в коих одна к Северу впала в песчаную Бухту, а другая к Западу, обе безрыбные; берега на острову каменистые. К проливу пятого острова в Восточной стороне Сопка, подножие и верьх ея составляет белой песок. На сем острове водятся в небольшем количестве красные Лисицы, Бобры, Нерпы. Для промыслу их приезжают Курильцы с других островов, ловят сетьми, сделанными из крапивы и бьют из лука стрелою. В утесах сего острова есть металл на подобие железа, а другой с искрами в белом камне.
К 1811 году местные айны уже могли изъясняться по-русски, знали русскую грамоту, носили кресты и имели русские имена. Симодский трактат 1855 года признал права Российской империи на остров, однако в 1875 году он, как и все находившиеся под российской властью Курилы, был передан Японии в обмен на признание российских прав на Сахалин.

### В составе Японии
В 1875—1945 годах принадлежал Японии.
Согласно административно-территориальному делению Японии остров стал относиться к уезду (гуну) Шумшу (Сюмусю в японском произношении), который охватывал не только сам Шумшу, но и все близлежащие Курильские острова до Шиашкотана и Мусира на юге включительно. Уезд в свою очередь входил с 1876 по 1882 год в состав провинции Тисима под управлением Комиссии по колонизации Хоккайдо; с 1882 до 1886 года — в состав префектуры Нэмуро, после — префектуры Хоккайдо.
В 1884 году айны Харимкотана были переселены японскими властями на Шикотан.
В январе 1933 г. японское поселение на о-ве Харимкотан было разрушено извержением вулкана, а возникшее в результате цунами привелo к гибели нескольких человек и на соседних островах Онекотан и Парамушир. Остров больше японцами не заселялся.

### В составе СССР/РСФСР—России
В 1945 году перешёл под юрисдикцию СССР.
2 февраля 1946 года включён в состав Южно-Сахалинской области.
2 января 1947 года включён в состав Сахалинской области РСФСР.
В советский период на побережье бухты Севергина существовал военный городок Севергино, ныне заброшен.
С 1991 года в составе России, как страны-правопреемницы СССР.
В 6 км на запад от заброшенного посёлка Севергино (урочище Севергино) располагаются (до озера Лазурного в 1,7-1,8 км к юго-востоку) остатки древнего поселения, получившего условное название Мыс Анкучи. По предположению учёных, данное поселение могло существовать со времён неолита до XIX века включительно. При раскопках в поселении найден железный топор, предмет меновой торговли между Российско-Американской компанией и жителями Курильских островов.

### Особая позиция Японии по территориальной принадлежности острова
Используя в территориальном споре с Россией фактор Сан-Францисского мирного договора 1951 года, который не был подписан СССР, японское правительство, тем не менее, опирается на те варианты толкований договоренностей между союзниками — СССР, США, Великобританией и Китаем — которые подкрепляют японскую позицию. В частности, поскольку в Сан-Францисском договоре не оговаривается, в пользу какого государства Япония отказывается от своих прав на Курилы, принадлежность острова, по мнению японского правительства, до сих пор не определена, а за Россией признаётся лишь «фактический контроль».

## Флора и фауна
Флора острова небогата: здесь выявлено 180 видов сосудистых растений. В ложбинах заросли кедрового стланика, ягоды — водяника и морошка. Растут печёночники (30 видов). Водятся лисицы и мелкие грызуны. Вокруг острова заросли морской капусты, многочисленна нерпа (пёстрая и кольчатая), есть сивучи. Островной тюлень сосредоточен на прилежащем к Харимкотану о. Мимо, расположенном с юго-западной стороны острова (49°05′49″ с. ш. 154°28′24″ в. д.).
На мысе Мару на выходе скал береговых обрывов гнездится зимняк.